# Křetínka
Křetínka je říčka v okresech Svitavy a Blansko na pomezí jihovýchodních Čech a středozápadní Moravy. Nazývá se podle Křetína, historicky se jmenovala také Svitavice. Je dlouhá 31,4 km. Plocha povodí měří 129 km², nachází se na něm mj. město Bystré, městys a hrad Svojanov a část Letovic. Okolo Svojanova se prostírá přírodní park Údolí Křetínky, nejspodnější část toku je součástí přírodního parku Halasovo Kunštátsko.

## Průběh toku

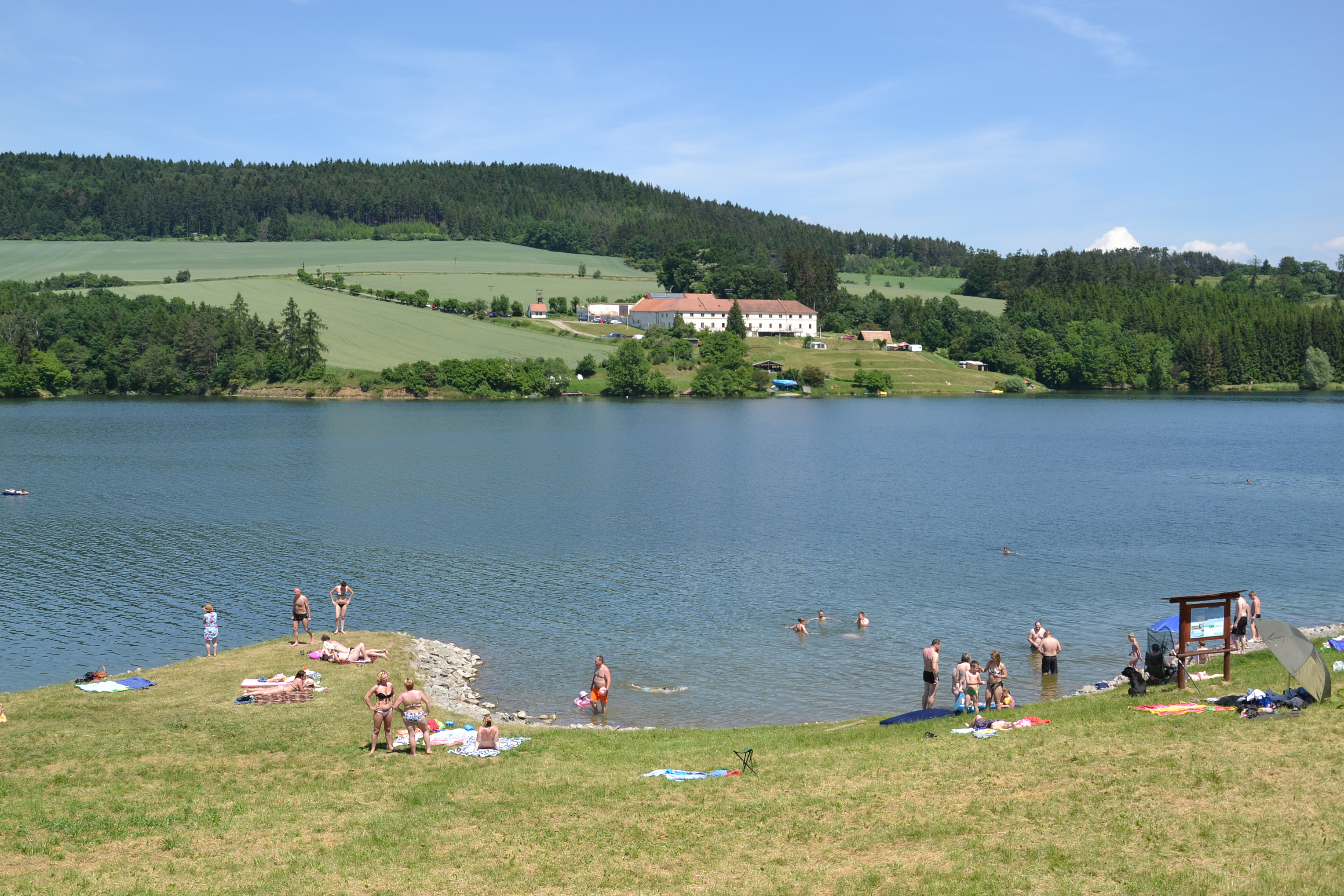
Vodní nádrž Letovice

Pramení u obce Stašov pod Poličským vrchem v nadmořské výšce 645 m. Odtud teče k jihu a u vesnice Hamry se otáčí k jihovýchodu, kterýžto směr pak zhruba udržuje až do ústí. Zemskou hranici Čech a Moravy překračuje západně od Bohuňova a dále teče na území Moravy. Ve vzdálenosti 3 km pod hrází přehrady se Křetínka v Letovicích vlévá do Svitavy. Má 26 pravostranných (např. Kavinský potok) a 21 levostranných přítoků (např. Rohozenský potok). Na řece byla postavena přehradní nádrž Letovice, jejíž vzdutí je dlouhé přes 4 km.

### Sídla podél toku
Stašov, Hamry (Bystré), Manova Lhota, Svojanov, Dolní Lhota, Bohuňov, Horní Poříčí, Prostřední Poříčí, Křetín, Dolní Poříčí, Lazinov, Vranová, Letovice